# Верхние Серогозы
Верхние Серогозы (укр. Верхні Сірогози) — село в Нижнесерогозской поселковой общине Генического района Херсонской области Украины. Расположены в 8 км к северо-востоку от центра общины и в 5 км от железнодорожной станции Серогозы. Село пересекает река Балка Большие Серогозы. Население по переписи 2001 года составляло 2096 человек. Почтовый индекс — 74722. Телефонный код — 5540. Код КОАТУУ — 6523881001.

## История
Село Верхние Серогозы заселялось в начале XIX века выходцами из Курской, Орловской, Воронежской, Тамбовской губерний. Первое письменное упоминание о Верхних Серогозах относится к 1820 году.
Согласно сб. «Українська РСР. Административно-теріторіальний поділ на 01 вересня 1946 року» территория современного Верхнесерогозского сельскогого совета входила в состав Нижнесерогозского района Херсонской области и включала один населенный пункт — с. Верхние Серогозы.
Согласно сб. «Українська РСР. Административно-теріторіальний поділ на 01 січня 1972 року» в состав Верхнесерогозского сельского совета входил один населенный пункт — с. Верхние Серогозы.
В 2022 году, во время вторжения России на Украину, село было захвачено. На данный момент находится под оккупацией ВС РФ.
В октябре 2023 г. в селе возобновил работу завод по производству подсолнечного масла. Обязательства по возобновлению деятельности маслозавода взяло на себя ООО «Мега Фуд».
В январе 2024 г. в детском саду поселка Верхние Серогозы установили новый отопительный котел.

## Население и этнический состав
По данным переписи населения Украины 2001 года распределение населения по родному языку было следующим (в % от общей численности населения):
По данным Всесоюзной переписи населения 1926 года соотношение русских и украинцев в с. Верхние Серогозы было следующим — русские — 98,2 %, украинские — 1,4 %.
Национальный состав села Верхние Серогозы на основании данных похозяйственных книг за 1967—1968 гг. был следующим:
всё население — 2637 чел., из них 73,68 % — русских, 22,90 % — украинцев, прочих — 3,42 %.

## Люди
В селе родился Цапко Виктор Михайлович (род. 1956 г.) — украинский художник.
В сельской школе в 1946—1948 годах учился и получил среднее образование Белецкий Феликс Марьянович — доктор филологических наук, профессор кафедры украинской литературы Днепропетровского государственного университета.

## Местный совет
74722, Херсонская обл., Нижнесерогозский р-н, с. Верхние Серогозы, ул. Исполкомовская, 1